# McLaren F1
McLaren F1 je supersportovní automobil, navržený a vyráběný firmou McLaren Automotive mezi lety 1992 a 1998. Původní koncept navrhl Gordon Murray a také přesvědčil Rona Dennise aby projekt podpořil a přibral k němu Petera Stevense pro návrh vnějšího vzhledu vozu. Nakonec bylo vyrobeno 6 prototypů a 100 sériových vozů všech verzí. 31. března 1998 stanovil rekord pro nejrychlejší silniční automobil na světě, když dosáhl 391 km/h. V září 2019 je McLaren F1 stále nejrychlejším nepřeplňovaným vozem na světě.
Vůz byl navržen a postaven tak, aby bez kompromisů kopíroval původní představy Gordona Murraye a používá proto převratnou konstrukci a technologie. Je lehčí a aerodynamičtější než většina jeho soudobých konkurentů i přes to, že uveze 3 pasažéry. Řidič sedí vpředu uprostřed (má dobrý výhled) a spolujezdci sedí po stranách za ním. Výkonný motor je závodně laděný, ale ne natolik, aby omezoval každodenní použití a komfort. Projekt byl pojat jako kreativní cvičení s cílem sestrojit nekompromisní silniční auto. Navzdory tomu, že nebyl navržen jako okruhový vůz, upravené vozy vyhrály několik závodů včetně 24 hodin Le Mans v roce 1995, kde soupeřily s účelově postavenými závodními prototypy.
Britský magazín AutoCar po silničním testu v roce 1994 napsal o vozu F1: "McLaren F1 je nejlepším automobilem, co byl dosud vyroben pro veřejné silnice" a že "F1 bude vzpomínána jako jedna z velkých událostí v historii automobilu a je možná nejrychlejším sériovým silničním vozem, jaký svět kdy uvidí."

## Konstrukce
Koncept hlavního inženýra Gordona Murraye nijak nevynikal mezi koncepty ostatních konstruktérů vysokovýkonných aut: nízká váha a vysoký výkon. Bylo toho dosaženo použitím špičkových a drahých materiálů jako uhlíkových vláken, titanu, hořčíku, kevlaru a zlata. F1 bylo prvním sériovým vozem které mělo monokok z uhlíkových vláken.

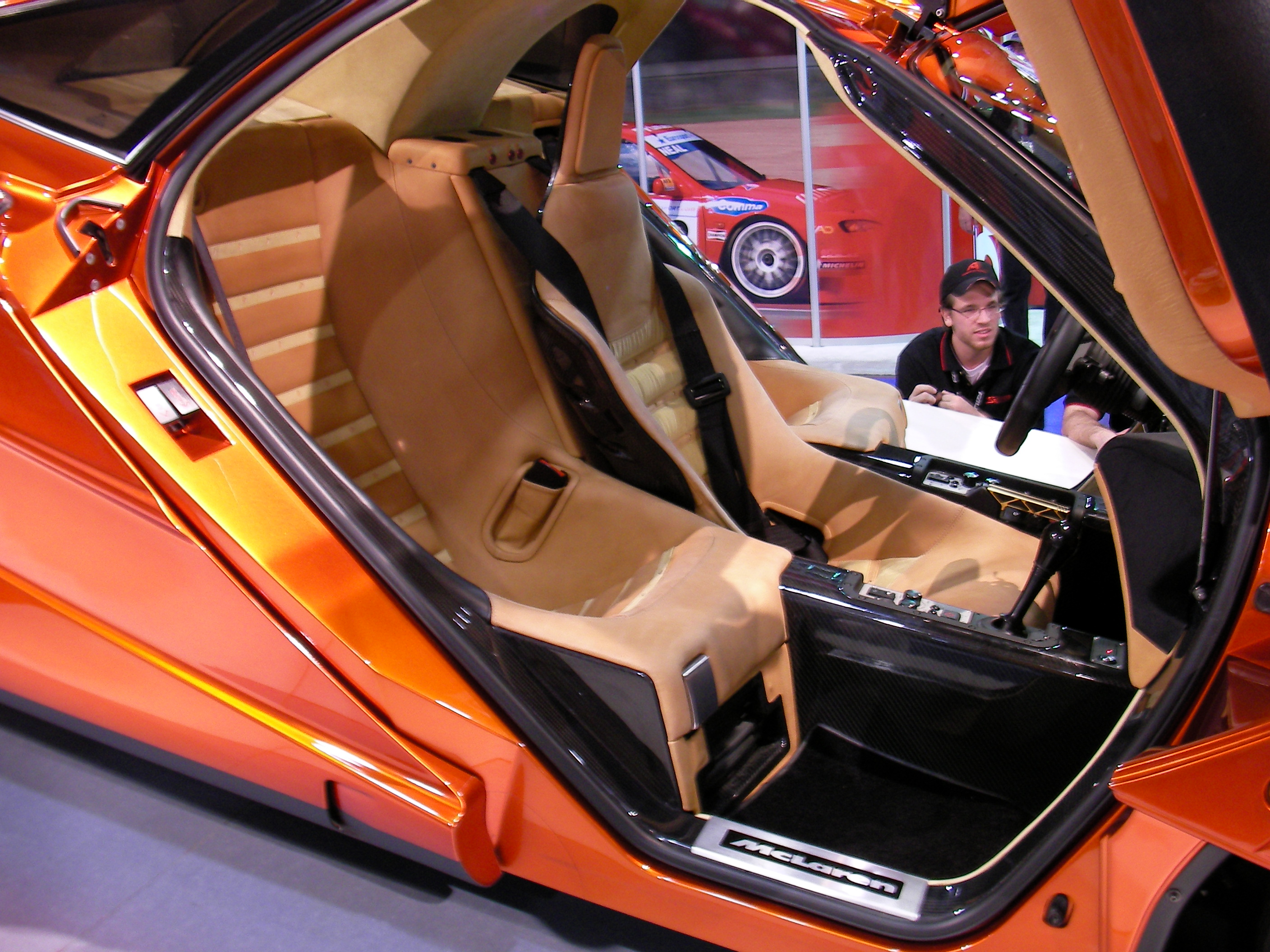
Rozložení tří sedadel v F1

Gordon Murray nad třímístným supersportem přemýšlel již od mládí, ale až když čekal na let domů z Grand Prix Itálie v roce 1988, nakreslil náčrtek třísedadlového sportovního vozu a předvedl ho Ronu Dennisovi jako koncept, který by byl silně ovlivněn zkušenostmi a technologiemi McLarenu z formule 1 a odrážely se v něm dovednosti a znalosti napříč týmem McLaren.
Později byly dva kit car vozy Ultima MK3 (čísla podvozku 12 a 13, poslední vyrobené vozy MK3), přezdívané "Albert" a "Edward", využity jako muly k testování různých komponent a konstrukcí před postavením prvního vozu. Číslo 12 bylo použito k testování převodovky (s motorem Chevrolet V8 o objemu 7,4 litru k napodobení točivého momentu uvažovaného motoru) a dalších komponent jako sedadel a brzd. Číslo 13 testovalo motor BMW V12 a výfukový a chladicí systém. Když měl McLaren testy hotové, obě muly zničil, aby udržel stranou odborný tisk a protože nechtěl, aby byl McLaren F1 spojován s kit cary.
Automobil byl poprvé představen 28. května 1992 na Velké ceně Monaka. Sériový vůz zůstal stejný jako původní prototyp, XP1, kromě vnějších zrcátek, která byla na XP1 namontována na horní část A sloupku. Tento prototyp nemohl legálně na silnice, protože vpředu chyběla směrová světla. McLaren proto musel udělat pár změn, ale několik McLarenů F1 odeslali majitelé (mimo jiné i Ralph Lauren) zpět do továrny, aby jim předělali zpětná zrcátka na podobná těm z prototypu XP1. Původní prototypová zrcátka v sobě měla směrová světla, s čímž ostatní automobilky přišly o pár let později.
Bezpečnost vozu byla poprvé prověřena, když během testů v Namibii v dubnu 1993 testovací jezdec, oblečený jen do šortek a trička, narazil do kamene a první prototyp několikrát převrátil. Jezdec však vyvázl bez zranění. Později toho roku byl postaven prototyp XP2 speciálně pro crash test a úspěšně jím prošel.

### Motor

#### Historie

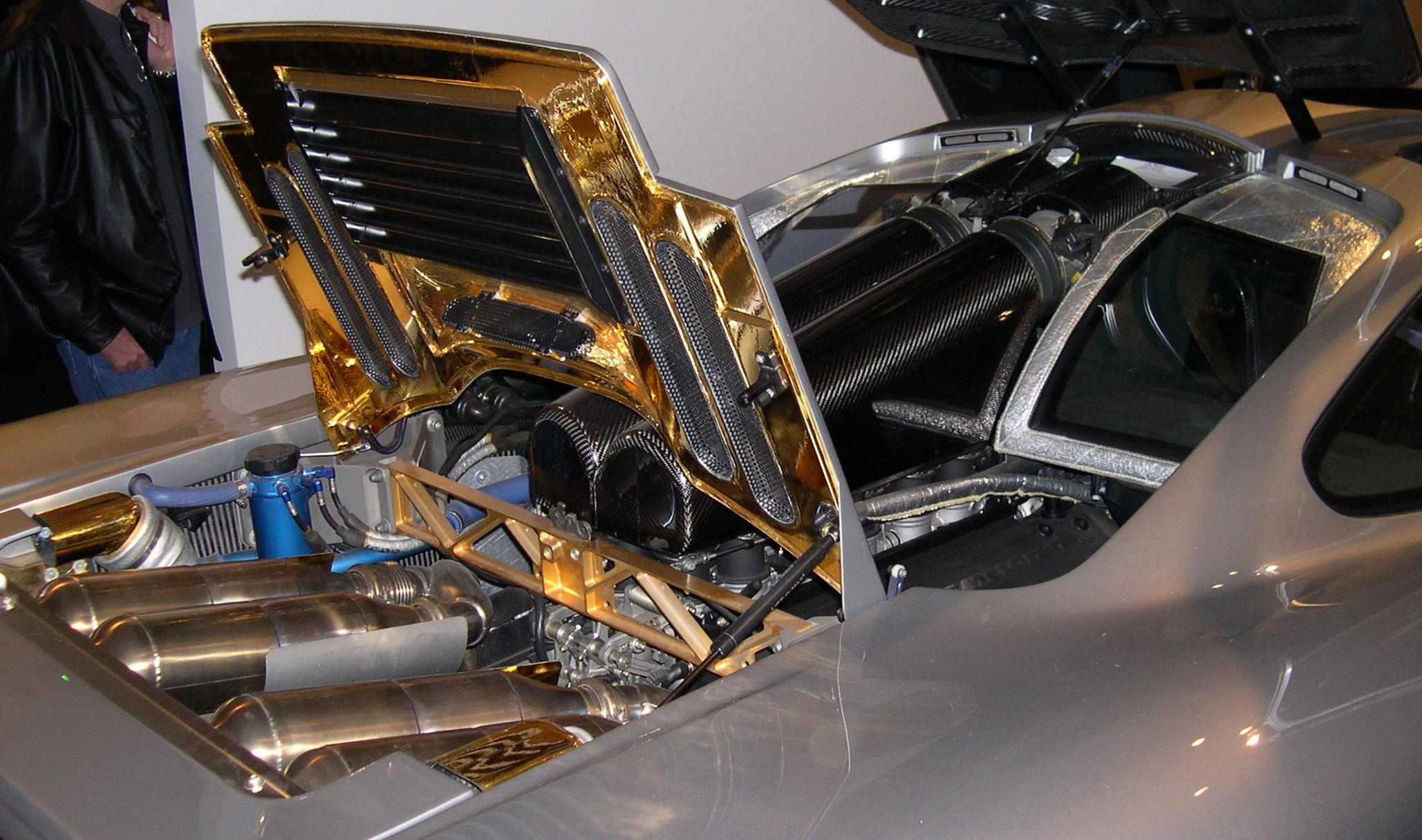
Motorový prostor McLarenu F1 obsahuje uprostřed uložený motor BMW S70/2 a používá zlatou fólii jako tepelný štít u výfukového potrubí

Gordon Murray trval na tom, že motor musí být nepřeplňovaný kvůli zvýšení spolehlivosti a lepší odezvě motoru. Murray nejprve oslovil Hondu s požadavkem na motor o výkonu 410 kW, vážící 250 kg a s blokem o délce 600 mm, který měl být odvozen z motoru formule jedna v tehdy vítězných vozech McLaren/Honda.
Když Honda odmítla, Isuzu, tehdy plánující vstup do šampionátu formule 1, testovalo motor V12 o objemu 3,5 litru na podvozku Lotusu. Isuzu velmi stálo o využití jejich motoru pro McLaren F1, ale inženýři McLarenu chtěli motor ověřené konstrukce se závodnickým rodokmenem.

#### Technické údaje
Nakonec projevilo zájem BMW a motorsportová divize BMW M vedená expertem Paulem Rosche navrhla a postavila 6,1 L dvanáctiválec s válci do V v úhlu 60° nazvaný BMW S70/2.
S 468 kW a 266 kg byl motor od BMW o 14 % výkonnější a o 16 kg těžší než s jakým počítal původní návrh, ale měl stejnou délku. Má blok motoru a hlavu válců z hliníkové slitiny se zdvihovým poměrem 86 mm × 87 mm, čtyřmi vačkovými hřídeli rozvodu DOHC s variabilním časováním ventilů (tehdy relativně nová a nevyzkoušená technologie) pro maximální flexibilitu kontroly nad čtyřmi ventily každého válce a s řetězovým pohonem rozvodů pro maximální spolehlivost. Motor má suchou vanu klikového hřídele.
Silniční verze má kompresní poměr 11:1 a produkuje nejvyšší výkon 468 kW při 7400 otáčkách a nejvyšší moment 651 N·m při 5600 otáčkách. Maximální otáčky motoru jsou omezeny na 7500 min−1.
Lépe o vlastnostech vozidla však vypovídá poměr váhy ku výkonu. Standardní McLaren F1 má 403 kW na tunu (550 koní na tunu). Ferrari Enzo má 314 kW/t, Bugatti Veyron 395 kW/t a SSC Ultimate Aero TT 747,9 kW/t.
Některé komponenty motoru jsou vyrobeny z hořčíku. Sání je ovládáno dvanácti nezávislými škrticími klapkami a výfukový systém má čtyři katalyzátory, každý je řízen nezávislými lambda sondami.
Vačky jsou neustále variabilní pro zvýšení výkonu za použití systému, který je velmi blízký systému BMW VANOS, variabilnímu časování ventilů vozu BMW M3.
Aby se palivo plně rozprášilo, motor používá dva vstřikovače Lucas pro každý válec, kdy je první umístěn blízko sacímu ventilu a vstřikuje palivo v nízkých otáčkách, zatímco druhý je dále v sacím potrubí a pracuje ve vyšších otáčkách. Dynamický přechod mezi dvěma vstřikovači je řízen řídící jednotkou motoru.
Každý válec má svou vlastní malou zapalovací cívku. Vstřikování paliva s uzavřeným regulačním obvodem je sekvenční. Motor nemá senzor klepání motoru, protože při navržených spalovacích podmínkách se tyto problémy nepředpokládaly. Písty byly kovány z hliníku.
Každý válec má vnitřní povlak z nikasilu který válcům dodal velkou odolnost proti opotřebení.
Na vývoj motoru mělo BMW krátký čas, což způsobilo, že konstruktéři použili jen osvědčené konstrukce, s nimiž měli zkušenosti. Motor proto nedostal ventily ani ojnice z titanu. Variabilní geometrie sacího potrubí byla také zvažována, ale byla zamítnuta jako zbytečná komplikace.
Průměrná spotřeba je 15 l/100 km, nejhorší 25 l/100 km a nejlepší 10 l/100 km.
Mezi lety 1998 a 2000 používaly podobné motory i vítězné vozy 24 hodin Le mans – BMW V12 LMR.

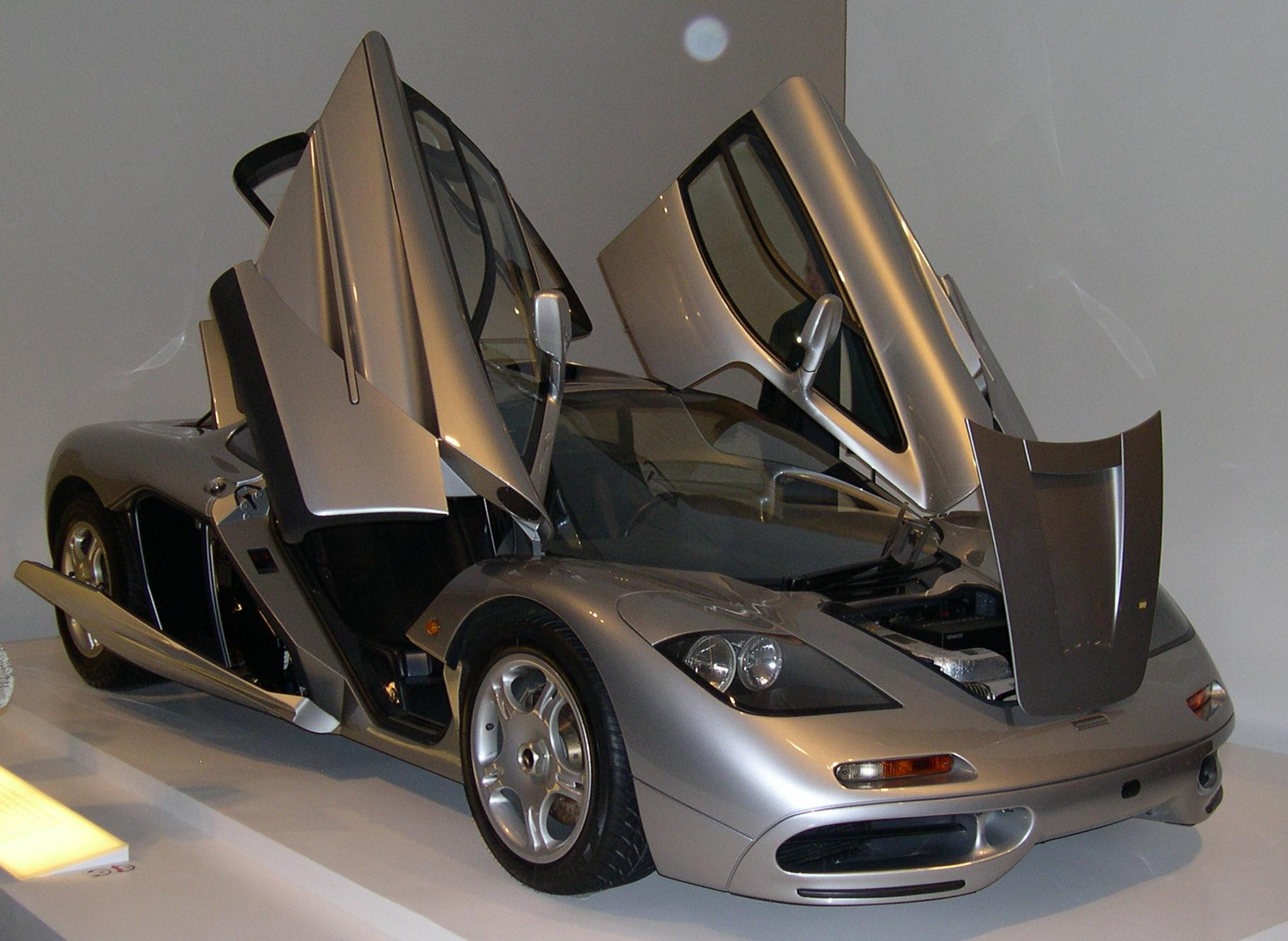
Standardní McLaren F1 s otevřenými všemi dveřmi a kapotami

### Podvozek a karoserie
McLaren F1 byl prvním sériovým silničním automobilem, který měl monokok z laminátu vyztuženého uhlíkovými vlákny (CFRP). Hliníkové a hořčíkové díly, tvořící úchytné body zavěšení, byly zality přímo do CFRP.
Řidič sedí ve vozidle uprostřed před palivovou nádrží a před motorem. Sedadla pro spolucestující jsou po stranách mírně vzad. Dveře se vyklápí ven a nahoru, připomínají motýlí křídla.
Motor se při plném výkonu ohřívá na vysoké teploty a to způsobuje velké teplotní rozdíly v motorovém prostoru mezi běžným a plným zatížením motoru. CFRP špatně snáší tepelné namáhání a vysoké teploty a proto bylo rozhodnuto, že motorový prostor nebude vyroben z CFRP.

### Aerodynamika
Koeficient celkového odporu vzduchu standardního McLarenu F1 je 0,32. Pro porovnání: nejrychlejší Bugatti Veyron dosahuje koeficientu 0,36 a SSC Ultimate Aero TT, což bylo nejrychlejší sériové auto v letech 2007 až 2010, má tento koeficient 0,357. Čelní plocha vozidla je 1,79 m2 a celkové Cx je 0,57. Protože F1 má aktivní aerodynamiku, tyto hodnoty jsou pro nejaerodynamičtější nastavení.
Běžný McLaren F1 neměl žádné přítlačné křídlo (na rozdíl od verzí LM a GTR), nicméně design spodku karoserie McLarenu kromě difuzoru používá dynamického přízemního efektu (podobně jako ekranoplány) k zlepšení přítlaku, který je ještě zlepšován dvěma elektrickými ventilátory z kevlaru které nasávají vzduch do motorového prostoru na přídavné chlazení a snižují tak tlak pod automobilem. Mód s vysokým přítlakem může řidič zapínat i vypínat. Na střeše vozidla je vstup vzduchu do sání s nízkotlakým výstupem části vzduchu na zádi střechy vozu. Pod každými dveřmi je malý vstup vzduchu k zajištění chlazení oleje a části elektroniky. Vpředu jsou potrubí s pomocnými ventilátory z kevlaru pro chlazení předních brzd.
Na zádi je malý dynamický spoiler, který se automaticky nastavuje tak, aby vyvažoval těžiště vozu při brzdění – při brzdění se vzpřímí. Po vzpřímení před ním vznikne zóna vysokého tlaku vzduchu a tento tlak je využit k chlazení zadních brzd – spoiler odkryje dva kanály ženoucí vzduch k zadním brzdám. Spoiler zároveň funguje jako aerodynamická brzda, protože zvýší koeficient odporu vzduchu z 0,32 na 0,39. Je aktivován při rychlostech nad 64 km/h tlakem brzdové kapaliny.

### Zavěšení kol
Steve Randle, který byl v projektu odborníkem na dynamiku, měl odpovědnost za návrh zavěšení kol McLarenu F1. Bylo rozhodnuto, že vůz by měl být komfortní i přes to, že je orientovaný na výkon. Neměl mít tvrdý a nízký podvozek jako pravověrné okruhové vozy, protože to by omezilo praktické využití a pohodlí a zároveň zvýšilo hlučnost a vibrace, což by bylo proti původní filozofii, vytvořit nekompromisní silniční vůz.
Od počátku byl vývoj vozu F1 silně zaměřen na vyvážení vozu. Hmotnost byla soustředěna doprostřed například rozsáhlou manipulací s umístěním motoru, řidiče a palivové nádrže. Díky tomu má vozidlo malý polární moment setrvačnosti při zatáčení. F1 má 42 % své hmotnosti vpředu a 58 % vzadu, přičemž změny rozložení vlivem množství paliva v nádrži jsou menší než 1 %.
Bylo zvažováno i počítačem řízené dynamické zavěšení kol, ale nebylo použito, protože by zvýšilo hmotnost, složitost a ztratila by se předvídatelnost chování vozidla.
Zavěšení se dvěma příčnými rameny má neobvyklou konstrukci. Podélné vedení kola je zajištěno bez ztráty kontroly, což umožňuje kolu posuv dozadu, pokud narazí na překážku a tím zvyšuje jízdní komfort.
Při vývoji zavěšení byly jako porovnávací vozy použity Jaguar XL16 Porsche 928S a Honda NSX.
Díly podvozku jsou z hliníkové slitiny, trojúhelníková ramena jsou vyrobena z jednoho kusu pomocí CNC obrábění.

### Pneumatiky
McLaren F1 používá přední pneumatiky o rozměru 235/45 Z R17 a zadní mají rozměr 315/45 Z R17. Jedná se o pneumatiky vyvinuté speciálně pro McLaren F1 společnostmi Goodyear a Michelin. Jsou obouvány na pětipaprskové ráfky rozměru 9x17 palců a 11,5x17 palců z hořčíkové slitiny opatřené ochranným lakem.
Obrysová kružnice otáčení má průměr 13 m.

### Brzdy
F1 má kotoučové kapalinové brzdy bez asistenčních systémů. Větrané, vrtané brzdové kotouče pocházejí od společnosti Brembo. Přední mají průměr 332 mm a zadní 305 mm. Pevné třmeny jsou čtyřpístkové a jsou vyrobeny z hliníku. Zadní třmeny nejsou uzpůsobeny pro ruční brzdu, ale je zde mechanicky ovládaný, počítačem řízený třmen, který slouží jako ruční brzda.
Pro zvýšení tuhosti třmenů jsou vyrobeny z jednoho kusu (na rozdíl od běžnější konstrukce ze dvou dílů). Zdvih brzdového pedálu je lehce přes 25 milimetrů. Vztyčený spoiler (zároveň aerodynamická brzda) nažene vzduchu do chladicích kanálů vedoucích k brzdám. Vstupy do těchto kanálů jsou v klidovém stavu skryty pod spoilerem.
Brzdy s posilovačem a ABS byly zvažovány, ale následně zamítnuty, protože znamenaly zvýšení hmotnosti a složitosti a omezení odezvy brzdového pedálu. Cenou za to jsou vyšší požadavky na zkušenost řidiče.
Gordon Murray chtěl pro vůz použít karbonové brzdy, ale zjistil, že tehdejší technologie ještě nebyly dost vyspělé. Jedním z hlavních důvodů byla přímá úměra mezi teplotou karbonových brzdových kotoučů a koeficientem tření. Brzdy měly poměrně slabý výkon pokud nebyly před použitím zahřáté.
Karbonové brzdy mají snazší aplikaci pro čistě závodním prostředí, díky tomu měla závodní edice vozu, F1 GTR, karbon-keramické brzdy.

### Převodovka a pohonné ústrojí
Standardní McLaren F1 má napříč uloženou šestistupňovou manuální převodovku a třílamelovou karbonovou spojku od AP Racing v hliníkové skříni. Druhá generace edice GTR má skříň z hořčíku. Standardní McLaren a 'McLaren F1 LM' mají následující převodové poměry: 3,23:1, 2,19:1, 1,71:1, 1,39:1, 1,16:1, 0,93:1, se stálým převodem 2,37:1. Převodovka je vlastní a byla vyvinuta společností Weismann.
Vozidlo má samosvorný diferenciál Torsen.
Vůz má hliníkový setrvačník, který má pouze rozměry a hmotnost absolutně nezbytnou k přenosu točivého momentu. Důvodem je zmenšení momentu setrvačnosti a zvýšení citlivosti systému, což umožňuje rychlejší řazení a lepší odezvu plynu. To je možné díky tomu, že motor F1 postrádá sekundační vibrace a má torzní tlumič kmitů od BMW.

### Interiér a výbava
Standardní výbava McLarenu F1 obsahuje klimatizaci, raritu u tehdejších sportovních vozů. Zásluhy na návrhu systému přiznává Murray Hondě NSX, vozu, který Murray vlastnil a řídil 7 let, a, podle oficiálních stránek F1, nikdy nepotřeboval upravit automatické nastavení klimatizace. Další komfortní výbava obsahovala elektricky vyhřívaná a odmrazovaná čelní a boční okna SeKurit, elektrické stahování oken, centrální zamykání s dálkovým ovládáním, KENWOOD stereo systém s měničem na 10 CD, odkládací přihrádky, výkonné čtyřlampové světlomety, zadní mlhová světla, čtecí lampičky, světýlko na čtení mapy, pozlacené titanové nářadí Facom a lékárničku (obojí uložené ve voze). Ve standardní výbavě byly kromě toho také na míru vyrobená zavazadla pasující do úložných prostor vozu včetně golfového bagu, každý zákazník navíc dostal hodinky TAG Heuer 6000 Chronometer ze speciální edice, se sériovým číslem vozu napsaným pod středem hodinek. Airbagy nebyly do vozu montovány.
Ozdobné kovové plátky v interiéru jsou silné 0,5 mm kvůli úspoře hmotnosti. Sedadlo řidiče je vyrobeno podle přání zákazníka pro optimální posez a pohodlí. Sedadla jsou ručně vyrobena z uhlíkových vláken a pokrytá světlou kůží od firmy Connolly Leather. Sloupek řízení vozu není nastavitelný, ale protože si každý majitel vozu před výrobou specifikoval nastavení volantu, je pozice volantu nastavena přesně pro tyto majitele. To samé platí pro pedály, které také nejsou nastavitelné, ale každý vůz opustil továrnu nastaven pro konkrétního zákazníka.
Během předprodukční fáze kontaktoval McLaren společnost Kenwood Electronics, aby pro vůz vyrobila lehký audiosystém. KENWOOD mezi lety 1992 a 1998 používal F1 k propagaci svých výrobků v tištěných reklamách, katalozích a kalendářích. Každý audiosystém byl individuálně navržen podle hudebního vkusu zákazníka, nicméně neobsahoval rádio, protože Murray nikdy neposlouchal rádio.
Každý standardní vůz má také modem, který umožňuje zákaznické péči dálkově načítat informace z řídící jednotky motoru vozu, aby mohla pomoci v případě poruchy vozidla.

### Nákup a údržba
Bylo vyrobeno pouze 106 vozů, 64 z nich bylo standardních silničních (F1), 5 bylo upravených LM, 3 vozy verze GT, 5 prototypů (XP), 28 závodních vozů (GTR) a 1 prototyp LM (XP LM). Výroba začala v roce 1992 a skončila roku 1998. Výroba každého vozu trvala přibližně 3,5 měsíce.
Do roku 1998, kdy McLaren vyráběl a prodával standardní F1, činila cena vozu přibližně 970 000 dolarů. Dnes se vozy mohou díky výkonu a exkluzivitě prodávat za téměř dvojnásobek původní ceny, očekává se přitom stálý nárůst cen.
I když výroba skončila v roce 1998, McLaren stále udržuje rozsáhlou podporu a servisní síť pro vůz F1. Po celém světě je osm autorizovaných servisních center a McLaren občas posílá k zákazníkům nebo do těchto servisních center svého technika. Všichni technici prošli rozsáhlým školením přímo u McLarenu. V případech rozsáhlých poškození vozu se automobil vrací na opravu do automobilky.
29. října 2008 byl vůz F1 (číslo podvozku 065) prodán na aukci RM Automobiles of London za 2 530 000 liber (přibližně 4 100 000 dolarů). Byl to vůz z autosalonu McLarenu na Park Lane v Londýně. S najetými pouhými 484 kilometry stanovil tento exemplář světový rekord pro nejvyšší cenu jakou kdy kdo zaplatil za standardní vůz F1.

### Výkony
F1 zůstává jedním z nejrychlejších sériových vozů, jaké kdy byly vyrobeny. Vozy, které F1 překonaly, používají přeplňované motory, což z F1 dělá nejrychlejší sériový automobil s atmosféricky plněným motorem na světě.

#### Zrychlení
- 0–48 km/h: 1,8 s[4]
- 0–98 km/h: 3,2 s[4]
- 0–160 km/h: 6,3 s[4]
- 0–200 km/h: 9,4 s[24]
- 0–240 km/h: 12,8 s[4]
- 0–320 km/h: 28 s[4]
- 48 km/h – 80 km/h: 1,8 s, na 3./4. rychlostní stupeň[4]
- 48 km/h – 110 km/h: 2,1 s, na 3./4. rychlostní stupeň[4]
- 64 km/h – 97 km/h: 2,3 s, na 4./5. rychlostní stupeň[4]
- 80 km/h – 110 km/h:: 2,8 s, na 5. rychlostní stupeň[4]
- 290 km/h – 320 km/h: 7,6 s, na 6. rychlostní stupeň[4]
- 0–400 m: 11,1 s, s rychlostí 222 km/h[4]
- 0–1000 m: 19,6 s, s rychlostí 285 km/h[4]

#### Maximální rychlost
- se zapnutým omezovačem otáček: 372 km/h
- s vypnutým omezovačem otáček: 391 km/h

#### Brzdění
- Standardní McLaren F1 zastaví z 97 km/h na 0 km/h za 2,8 s po 39 metrech, pro porovnání, Ferrari Enzo zastaví ze stejné rychlosti po 33 metrech, Koenigsegg CC po 32 metrech (obě vozidla byla vyráběna po roce 2000).[13]

## Světový rekord
Titul "Nejrychlejší sériové silniční auto na světě" je sporný, hlavně proto, že není přesně definován termín "sériové auto".
McLaren F1 má nejvyšší rychlost 372 km/h, určenou omezovačem otáček nastaveným na 7500 ot./min. Skutečná maximální rychlost byla dosažena v dubnu roku 1998 pět let starým prototypem XP5. Závodník Andy Wallace s ním jel po 9 km rovince na testovací trati Volkswagenu v Ehra-Lessien v Německu a stanovil nový světový rekord 391 km/h při 8300 ot./min. Jak poznamenal Mario Andretti v porovnávacím testu, F1 je plně schopný mít i 7. rychlostní stupeň s vyšším převodovým poměrem a díky němu dosáhnout ještě vyšší maximální rychlosti, protože maximální rychlost je dosažena při 7800 ot./min a přitom je nejvyššího výkonu dosaženo při 7400 ot./min.

## Varianty
| Varianta | Silniční | Prototyp | Závodní | Celkem |
| -------- | -------- | -------- | ------- | ------ |
| F1       | 64       | 5        |         | 69     |
| F1 LM    | 5        | 1        |         | 6      |
| F1 GT    | 2        | 1        |         | 3      |
| F1 GTR   |          |          | 28      | 28     |
| Total    | 71       | 7        | 28      | 106    |

Silniční McLaren F1, kterých bylo původně prodáno 64, prošel v průběhu výroby několika modifikacemi, které byly značeny jako odlišné modely. Jeden ze standardních modelů zůstal v McLarenově autosalonu v Londýně jedno desetiletí, než byl nabídnut k prodeji jako nový v roce 2004. Tento vůz se stal 65 prodaným vozem. Autosalon, který byl na luxusní Londýnské ulici Park Lane, byl od té doby uzavřen.

### Prototypy
Před prodejem prvního kusu McLarenu F1 bylo postaveno 5 prototypů, nesoucích označení XP1 až XP5. Tyto vozy se od sebe v detailech lišily a lišily se i od produkčních vozů. XP1 byl prvním veřejně odhaleným vozem a později byl zničen při nehodě v Namibii. XP2 byl postaven pro crash test a při crash testu byl zničen. XP3 dělal životnostní zkoušky, XP4 byl postaven pro zátěžové testy převodovky a XP5 bylo prezentační vozidlo. Všechny prototypy vlastnil McLaren. Bývaly také používány pro novinářské testy a focení pro veřejnost. Každý vůz byl lakován do jiné barvy a každý měl na boku nalakováno své označení. XP4 mohli vidět diváci motoristického pořadu Top Gear kde byl testován Tiffem Needellem v polovině 90. let a XP5 byl použit pro rychlostní rekord.

### Ameritech
Americký model McLarenu F1, Ameritech McLaren F1 je upravený standardní McLaren F1 tak, aby splňoval americké předpisy. V souladu s těmito předpisy musela auta splňovat přísnější emisní požadavky, což zvýšilo hmotnost a snížilo výkon. Vzhledem k chybějícím airbagům pro pasažéry má Ameritech pouze sedadlo pro řidiče.

### F1 LM
Pouze pět vozů McLaren F1 LM (LM je zkratka pro Le Mans) bylo postaveno, aby oslavilo pět vozů McLaren F1 GTR které v roce 1995 úspěšně dokončily závod 24 hodin Le Mans (obsadily první, třetí, čtvrté, páté a třinácté místo).
Vozy mají jinou převodovku, speciálně navržené 18" ráfky z hořčíku, vylepšenou převodovku a prodělaly úpravy aerodynamiky. F1 LM mají stejný motor jako F1 GTR z roku 1995, ale bez, pro závod povinných, restriktorů, o výkonu 507 kW (680 koní). Mají maximální rychlost 362 km/h, což je méně než dosahuje standardní verze. Rychlost snižuje vyšší aerodynamický odpor. LM je o 76 kg lehčí než standardní F1, váží 1062 kg. Vozy totiž nemají odhlučnění interiéru, audio systém, mají velmi skromný interiér, nemají ventilátory generující přízemní efekt a nemají dynamický zadní spoiler. Místo něho je větší pevné křídlo z uhlíkových vláken.
LM má následující parametry: maximální kroutící moment 705 Nm při 4500 ot./min a maximální výkon 507 kW při 7800 ot./min. Maximální otáčky motoru jsou omezeny na 8500 ot./min.
Oficiálně zaznamenaná zrychlení jsou z 0-97 km/h za 2,9 sekund a 0-161 km/h za 5,9 sekund. LM také drželo rekord za zrychlení z 0 na 161 a zpět na 0 km/h, což se podařilo za 11,5 sekundy.
Vozy F1 LM se dají poznat podle odstínu oranžového laku s názvem Papaya Orange. Tato barva byla zvolena k uctění památky Bruce McLarena, jehož závodní barvou byla Papaya Orange.
Ačkoliv bylo prodáno pouze pět vozů, existuje šestý vůz v podobě prototypu XP1 LM. Tento vůz je také nalakován v odstínu Papaya Orange a je vlastněn McLarenem. Tento vůz v ceně 4 milionů dolarů byl ředitelem McLarenu, Ronem Dennisem, slíben jezdci Lewisi Hamiltonovi, pokud vyhraje další dvě mistrovství světa Formule 1.

### F1 GT
Poslední inkarnací silničního vozu byl F1 GT, což byl homologační speciál. Kvůli zvýšené konkurenci homologovaných sportovních vozů od Porsche a automobilky Mercedes-Benz v tehdejší BPR Global GT Series a novém FIA GT Championship, potřeboval McLaren provést rozsáhlé úpravy vozu F1 GTR aby zůstal konkurenceschopný. Tyto úpravy byly tak velké, že McLaren musel postavit sériové silniční auto, na jehož základě měly vzniknout nové závodní vozy.
F1 GT má stejnou karoserii s prodlouženou zádí pro zvýšení přítlaku a snížení odporu vzduchu, jako GTR ale postrádal přítlačné křídlo, které měl F1 LM. Přítlak vytvářený prodlouženou zádí se ukázal být dostatečný i bez křídla. Přední část je také podobná závodním vozům s přídavnými lamelami a rozšířenými blatníky, ve kterých jsou větší kola. Interiér byl upraven a byl v něm závodní volant namísto běžného.
F1 GT byly stavěny ze standardních vozů F1 a zachovaly jejich výrobní čísla. Prototyp GT, známý jako XPGT měl číslo podvozku #056 a zůstal ve vlastnictví McLarenu. Společnost potřebovala postavit pouze jeden vůz a ani ho nemusela prodat, ale pro poptávku ze strany zákazníků byly vyrobeny dva sériové vozy, které byly prodány. Tyto vozy mají sériová čísla #054 a #058.

## Motorsport
Po představení silniční verze několik závodních týmů přesvědčilo McLaren, aby začal stavět závodní verze F1 pro mezinárodní okruhové závody. Mezi lety 1995 až 1997 byly vyvinuty tři odlišné verze závodního vozu F1 GTR.
Mnoho vozů F1 GTR bylo poté, co se staly nezpůsobilými pro mezinárodní závody, přestavěno pro silniční provoz. Po namontování tlumičů výfuku, sedadel spolujezdců, přenastavení zavěšení a odstranění restriktorů bylo možné automobily přihlásit pro silniční provoz.

### F1 GTR '95

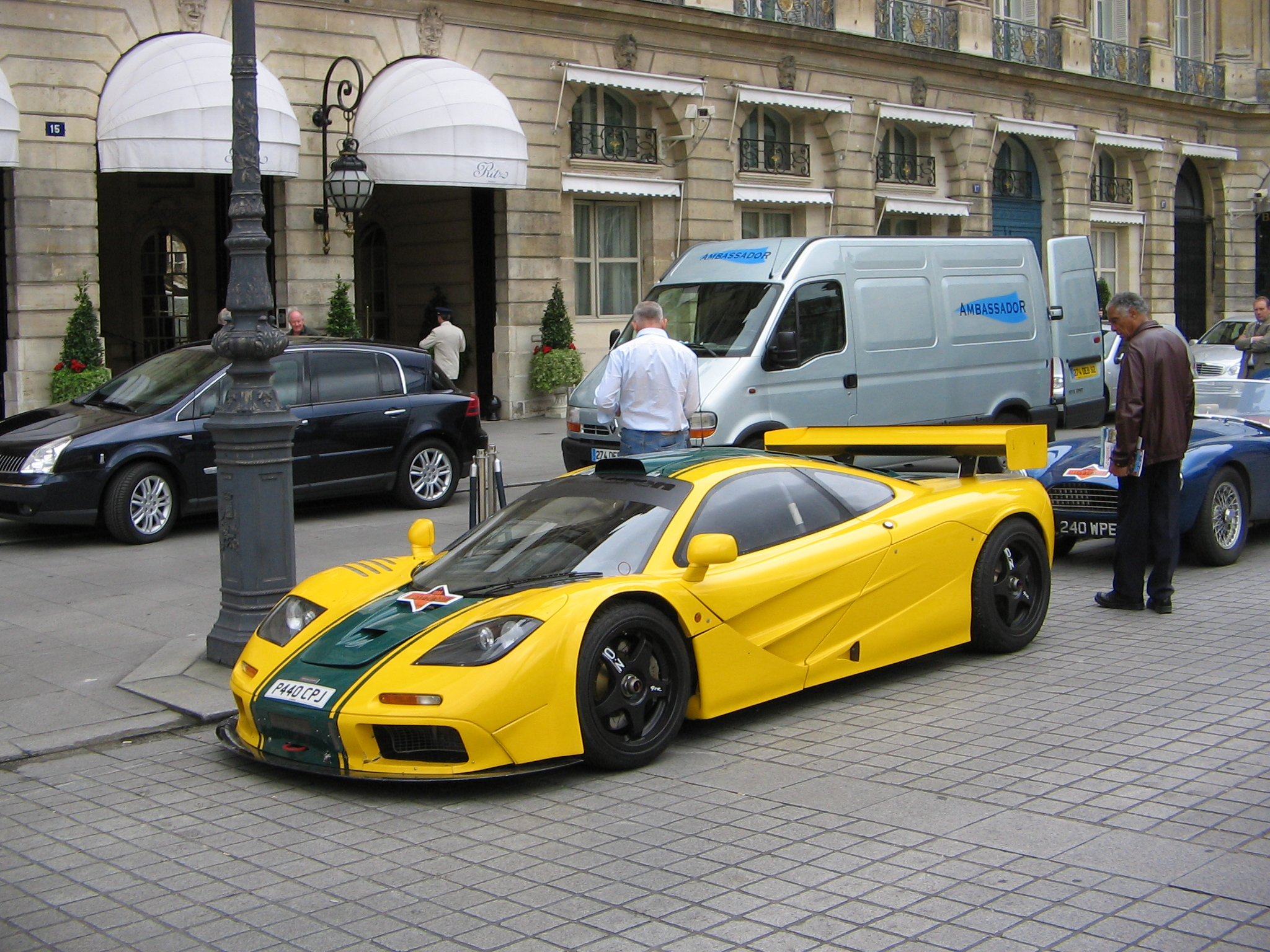
Vůz specifikace 1995 přestavěný pro silniční provoz.

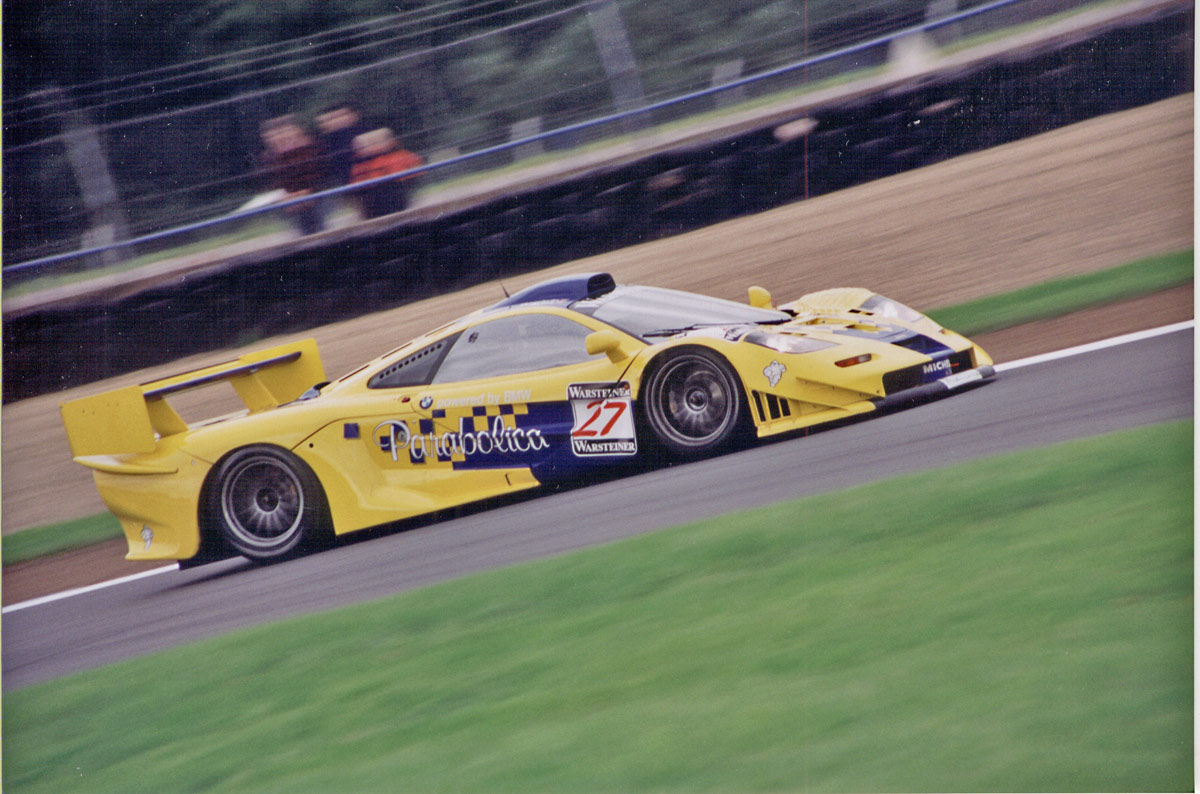
Vůz specifikace 1997 "Long Tail" během závodu FIA GT Championship.

McLaren F1 GTR byl zakázkově stavěný závodní automobil pro závody BPR Global GT Series. Vůz měl upravený systém řízení motoru, který zvýšil jeho výkon. Nicméně díky použití povinných restriktorů v sání byl redukován zpět na 447 kW při 7500 ot./min. Vnější úpravy vozu zasáhly panely karoserie, zavěšení kol, aerodynamiku a interiér. Vozy F1 GTR dosáhly největšího úspěchu, když získaly první, třetí, čtvrté, páté a třinácté místo v závodě 24 hodin Le Man v roce 1995, když porazily na zakázku stavěné závodní prototypy.
Celkem bylo postaveno devět vozů F1 GTR ve specifikaci pro rok 1995.

### F1 GTR '96
Pro navázání na úspěch F1 GTR i v roce 1996 rozvíjel McLaren model '95, což vedlo k zvětšení vozu ale i snížení hmotnosti. Bylo postaveno devět vozů ve specifikaci 1996 a za privátní týmy závodily i některé vozy specifikace 1995. Oproti vozům specifikace '95 byla váha snížena asi o 100 kg a motor zůstal přiškrcen na 600 koní, aby vyhověl pravidlům. Zajímavý je vůz výrobního čísla #14R, který se stal prvním nejaponským vozem, který vyhrál závod v All-Japan Grand Touring Car Championship (JGTC). Vůz pilotovali David Brabham a John Nielsen.

### F1 GTR '97
S homologovaným F1 GT mohl McLaren vyvíjet vůz F1 GTR pro sezónu 1997. Váha byla dále snížena na 910 kg a přibyla sekvenční převodovka. Motoru byl lehce snížen objem z 6,1 l na 6,0 l. Díky velmi modifikované karoserii je F1 GTR '97 často nazýván "Longtail" pro svou výrazně prodlouženou zadní část za účelem zvýšení přítlaku. Celkem bylo postaveno deset vozů F1 GTR '97.

## Slavní majitelé
McLaren F1 vlastnil herec Rowan Atkinson, podnikatel Elon Musk anebo slavný jezdec Formule 1 Michael Schumacher.